# Хенри, Лоренцо Джеймс
Лоренцо Джеймс Хенри (англ. Lorenzo James Henrie; род. 29 июня 1993; Финикс) — американский актёр, получивший известность по роли Кристофера Манавы в сериале «Бойтесь ходячих мертвецов».

## Биография
Лоренцо родился 29 июня 1993 года в Финиксе (Аризона) в семье Линды и Джима Генри. Его старший брат Дэвид Генри тоже актёр.

## Карьера
Телевизионный дебют актёра состоялся в 2004 году в одном из эпизодов сериала «Малкольм в центре внимания». В том же году молодой актёр получил роль в своём первом полнометражном фильме «Лето Аризоны». В последующие годы Лоренцо снялся в нескольких популярных сериалах: «Седьмое небо», «Говорящая с призраками», «Объявлен в розыск», «Детектив Раш», «C.S.I.: Место преступления Майами», «Морская полиция: Лос-Анджелес», а также появился в эпизодической роли молодого вулканца в фильме «Звёздный путь», и роли второго плана в комедии «Толстяк против всех»
В мае 2015 года Хенри получил постоянную роль Кристофера Манавы в сериале «Бойтесь ходячих мертвецов» канала АМС, являющегося спин-оффом сериала «Ходячие мертвецы». Первый сезон из шести эпизодов стартовал на телеэкранах 23 августа 2015 года. Выход второго сезона из 15 эпизодов состоялся в апреле 2016 года.

## Фильмография
| Год  | Название            | Ориг. название         | Роль      | Примечания              |
| ---- | ------------------- | ---------------------- | --------- | ----------------------- |
| 2004 | Лето Аризоны        | Arizona Summer         | Джерри    | в титрах: Лоренцо Хенри |
| 2009 | Звёздный путь       | Star Trek              | вулканец  | в титрах: Джеймс Хенри  |
| 2010 | Почти короли        | Almost Kings           | Тед Уилер |                         |
| 2014 | Поездка 79          | Riding 79              | Мигель    |                         |
| 2015 | Толстяк против всех | Paul Blart: Mall Cop 2 | Лоренцо   | в титрах: Лоренцо Хенри |
| 2016 |                     | Warrior Road           | Джозеф    | постпродакшн            |

| Год       | Название                          | Ориг. название         | Роль                           | Примечания                                                         |
| --------- | --------------------------------- | ---------------------- | ------------------------------ | ------------------------------------------------------------------ |
| 2004      | Малкольм в центре внимания        | Malcolm in the Middle  | нормальный мальчик             | эпизод 5.08 «The Block Party» (в титрах: Джеймс Хенри)             |
| 2004      | Седьмое небо                      | 7th Heaven             | Джеффри Тернер                 | 8 сезон (6 эпизодов) в титрах: Джеймс Хенри                        |
| 2004      | LAX                               | LAX                    | Коди                           | эпизод 1.02 «Finnegan Again, Begin Again» (в титрах: Джеймс Хенри) |
| 2005      | Говорящая с призраками            | Ghost Whisperer        | Рэт                            | эпизод 1.05 «Потерявшиеся мальчики» (в титрах: Джеймс Хенри)       |
| 2005      | Объявлен в розыск                 | Wanted                 | Эрик Претаторио                | эпизод 1.12 «The Last Temptation»                                  |
| 2006      | Детектив Раш                      | Cold Case              | молодой Майк Валент            | 4 сезон (2 эпизода) в титрах: Джеймс Хенри                         |
| 2007      | C.S.I.: Место преступления Майами | CSI: Miami             | Джастин Монтальво              | эпизод 5.16 «Разбитый дом» (в титрах: Джеймс Хенри)                |
| 2010      | Морская полиция: Лос-Анджелес     | NCIS: Los Angeles      | Эван Марагос                   | эпизод 2.05 «Маленькие ангелы»                                     |
| 2014      | Американское образование          | An American Education  | Карлос                         | закрыт после пилота                                                |
| 2015-2016 | Бойтесь ходячих мертвецов         | Fear the Walking Dead  | Кристофер («Крис») Манава      | основной состав (1-2 сезоны)                                       |
| 2016      | Агенты «Щ.И.Т.»                   | Agents of S.H.I.E.L.D. | Гейб, брат Призрачного Гонщика | сезон 4                                                            |